# Gjokuro

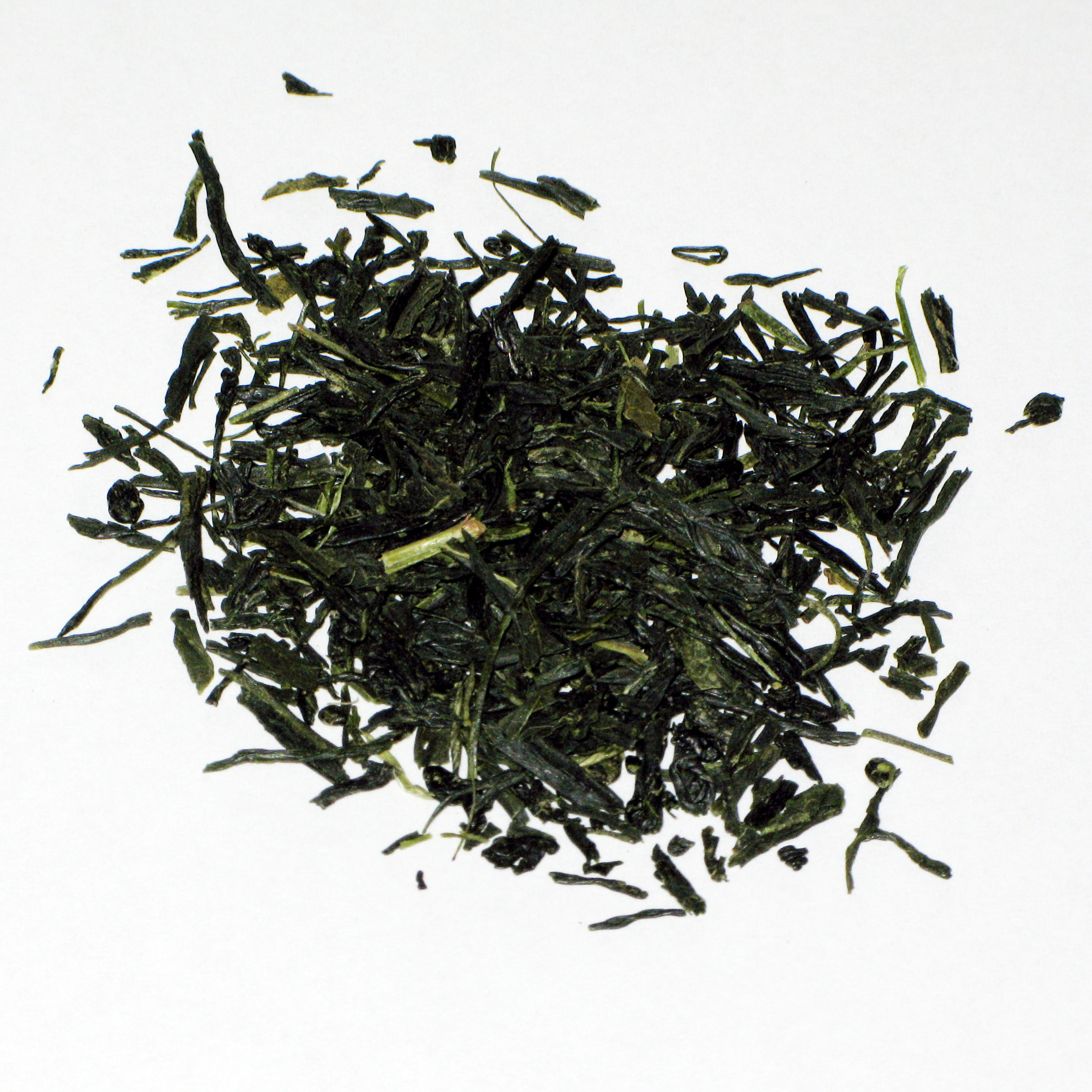
Gjokuro

Gjokuro (japonsky 玉露, Gyokuro, Nefritová rosa) je zelený čaj, který je v Japonsku jako nejvyšší sorta čaje podáván jen těm nejlepším hostům.
Nejkvalitnější Gjokuro pochází z Šizuoky a z Jame ve Fukuokce (v Jame se vyprodukuje až 50 % japonského Gjokura a umisťuje se pravidelně na nejvyšších příčkách při soutěžích), nejstarší oblastí pěstování je ale prefektura Kjóto.
Čaj pochází z plantáží, které jsou zakrývány rákosovými rohožemi a slámou (nejméně 2 týdny; nižší sorty se zakrývají černou tkaninou), čajovník tak roste skoro ve tmě. Zakrytí přitom způsobí, že produkuje více chlorofylu a méně tříslovin, aby pohltil potřebné množství slunečních paprsků. Z tohoto důvodu se ruční sběr koná pouze 1× ročně, protože se keře velmi rychle vyčerpají. Nejvíce produkce pochází z kultivaru Jabukita (薮北), ale lepší pochází z Asahi, Okumidori, Meiryoku, Jamakai a Saemidori. Ručně zpracované se nazývá temomi a je velmi drahé.
Jako každý čaj potřebuje při skladování temno, sucho, chladno. Proto je dobré skladovat čaj ve vzduchotěsné nádobě (např. s dvojitým uzávěrem). Louhování pak probíhá při teplotě okolo 50-60 °C. Nálev je zlatavě zelené barvy s velmi vysokým obsahem kofeinu.